# Selaginella vogelii
Selaginella vogelii là một loài dương xỉ trong họ Selaginellaceae. Loài này được Mett. mô tả khoa học đầu tiên.